# 라흐마준
라흐마준(튀르키예어: lahmacun), 라흐마조(아르메니아어: լահմաջո), 또는 라흠 비아진(아랍어: لحم بعجين)은 레바논, 시리아, 아르메니아, 튀르키예(구 터키)를 비롯한 레반트, 중동, 캅카스 지역에서 먹는 음식이다. 피자와 유사해 "튀르키예식 피자"나 "아르메니아식 피자"로 불리기도 한다.

## 이름
튀르키예어 "라흐마준(lahmacun)"은 "반죽과 고기"를 뜻하는 아랍어 "라흠 비아진(لحم بعجين)"의 준말인 "라흠 아진(لحم عجين)"에서 유래했다. "라흠(لحم)"은 "고기"를, "비(ب)"는 "~와"를, "아진(عجين)"은 "반죽"을 뜻한다.

## 만들기
둥근 반죽에 다진 고기(주로 쇠고기나 양고기)와 다진 채소(주로 양파, 토마토)와 허브(주로 파슬리), 향신료(주로 카옌고춧가루, 파프리카가루, 쿠민, 시나몬) 등을 토핑해 굽는다. 아이란이나 샬감을 곁들이며, 피클, 토마토, 고추, 양파, 양배추나 구운 가지 등을 함께 낸다.

## 같이 보기
- 마나끼시
- 스피하
- 피데